# What's Michael?
What's Michael? (ホワッツ マイケル？?, Howattsu Maikeru?) è un manga di Makoto Kobayashi pubblicato da Kōdansha e serializzato da Weekly Morning. Il manga ha cominciato ad essere pubblicato nel 1984 e, arrivato al nono volume (pubblicato nel 2003) è in corso. In Italia la serializzazione del manga ad opera della Star Comics è avvenuta irregolarmente su diverse testate. What's Michael è inoltre pubblicato in Inghilterra, Francia, Germania e Polonia.
Il manga è stato adattato in due OAV nel 1985 e nel 1988, ed in una serie televisiva anime nel 1988 trasmessa in Italia con il titolo Ciao, io sono Michael.
Nel 1986, "What's Michael?" ha ricevuto il riconoscimento Premio Kodansha per i manga.

## Trama
La maggior parte degli episodi del manga ruota intorno a due tipi di storie. Il primo tipo ritrae i gatti in maniera realistica, che vivono le proprie vite insieme ai padroni umani. L'umorismo in queste vicende sta nel come gli umani osservino i comportamenti dei loro animali, riflettendo da un punto di vista umano. Per esempio il primo istinto di Michael nei confronti della graziosa micina dell'amica del suo padrone, sarà ovviamente quello di accoppiarsi, con grande disappunto del proprio padrone. Il secondo tipo di storie invece è più di tipo fantasioso, in cui ai gatti vengono date caratteristiche e comportamenti umani. Quindi è possibile vedere gatti camminare su due zampe, parlare fra di loro e persino vestirsi. In queste storie però gli animali non perdono del tutto i propri istinti, creando situazioni molto divertenti.

## Sigla italiana
La sigla italiana dal titolo Ciao io sono Michael è stata incisa da Cristina D'Avena con la partecipazione di Pietro Ubaldi (voce di Michael) e dei Piccoli Cantori di Milano.

## Doppiaggio
| Personaggio      | Doppiatore originale | Doppiatore italiano |
| ---------------- | -------------------- | ------------------- |
| Michael          | Kei Tomiyama         | Pietro Ubaldi       |
| Sig. Kobayashi   | Hideyuki Umezu       | Stefano Albertini   |
| Teresa Kobayashi | Yoshino Takamori     | Dania Cericola      |
| Oliviero         |                      | Enrico Maggi        |
| Virgola          |                      | Marina Massironi    |
| Caterina         |                      | Caterina Rochira    |

## Volumi del manga
| Nº | Titolo inglese          | Data di prima pubblicazione | Data di prima pubblicazione |
| Nº | Titolo inglese          | Giapponese                  |                             |
| 1  | Michael's Album         | gennaio 1985                |                             |
| 2  | Living Together         | ottobre 1985                |                             |
| 3  | Off the Deep End        | luglio 1986                 |                             |
| 4  | Michael's Mambo         | marzo 1987                  |                             |
| 5  | Michael's Favorite Spot | settembre 1987              |                             |
| 6  | A Hard Day's Life       | marzo 1988                  |                             |
| 7  | Fat Cat in the City     | dicembre 1988               |                             |
| 8  | Show Time               | dicembre 1989               |                             |
| 9  | The Ideal Cat           | 23 maggio 2003              |                             |

## Episodi
La serie anime comprende 45 episodi. Quasi tutti sono suddivisi in quattro segmenti di 4-5 minuti, ognuno con il proprio titolo e separati tra loro da stacchetti comici; fanno eccezione il primo episodio (con una storia unica) e alcuni altri che contengono solo tre segmenti (perché uno dei tre dura circa 10 minuti).